# Bursaspor Kulübü Derneği
Il Bursaspor Kulübü Derneği, noto semplicemente come Bursaspor, è una società calcistica turca con sede nella città di Bursa. Milita nella TFF 2. Lig, la terza serie del campionato turco.
Fondato nel 1963, il club gioca in tenuta a strisce biancoverdi. Nella stagione 2009-2010 la squadra si è laureata campione di Turchia per la prima volta nella sua storia, qualificandosi così alla UEFA Champions League e diventando la seconda squadra di una città diversa da Istanbul a vincere il titolo nazionale, dopo il Trabzonspor nel 1975-1976. La bacheca del Bursaspor annovera anche una Coppa di Turchia e 2 Coppe del Primo ministro, oltre a 2 titoli di seconda divisione. Il miglior risultato raggiunto nelle competizioni UEFA per club sono i quarti di finale della Coppa delle Coppe 1974-1975 e i quarti di finale della Coppa Intertoto 1995.
Lo stadio di casa è la Timsah Arena, impianto da 43.761 posti inaugurato nel 2015.

## Storia
Fondato il 1º giugno 1963 a seguito della fusione di cinque club preesistenti (Acar İdman Yurdu, Akınspor, İstiklal, Pınarspor e Çelikspor), il Bursaspor fu iscritto al campionato di 2. Lig, vecchia denominazione del campionato di seconda serie (oggi 2. Lig indica la terza serie turca).
Nel 1967 il club vinse il campionato di 2. Lig, guadagnando così la promozione in Süper Lig. Nel 1986 il Bursaspor subì la prima retrocessione dalla massima serie, ma tale retrocessione fu revocata con un verdetto del Consiglio di Stato turco grazie alla vittoria del Bursaspor nella Coppa di Turchia in quella stessa stagione.
Nel 1971 il Bursaspor vinse il suo primo trofeo, l'ormai defunta Coppa del Primo Ministro, battendo in finale, dopo i tempi supplementari, il Fenerbahçe per 1-0. La sfida si ripeté nel 1974, ma questa volta ebbe la meglio il Fenerbahçe che però, avendo vinto il campionato e acquisito così il diritto a disputare la Coppa dei Campioni, lasciò libero il posto in Coppa delle Coppe al Bursaspor: l'anno seguente i biancoverdi raggiunsero i quarti di finale della competizione europea, eliminati dalla Dinamo Kiev che avrebbe poi vinto il trofeo. Il club vinse la sua prima Coppa di Turchia nel 1986 battendo in finale l'Altay per 2-0.
Nella stagione 2009-2010, sotto la guida dell'allenatore Ertuğrul Sağlam, la squadra ottenne per la prima volta il titolo di campione di Turchia. Già alla fine del girone di andata, nel dicembre 2009, la formazione di Bursa era al primo posto della classifica di Süper Lig, per la prima volta nella propria storia. Dall'inizio del 2010 la squadra occupò i primi tre posti della graduatoria sino ad aprile, quando prese il comando della classifica e consolidò poi il vantaggio, portato anche a 8 punti sulla seconda. A cinque giornate dal termine del campionato, scivolò al secondo posto, superata dal Fenerbahçe, che aveva eliminato i biancoverdi ai quarti di finale della coppa nazionale (4-3 tra andata e ritorno). Ciononostante, continuò a mettere pressione ai rivali e si presentò all'ultima giornata con un punto di svantaggio sulla squadra di Istanbul, che non andò oltre il pari interno contro il Trabzonspor, consentendo così al Bursaspor di vincere il torneo battendo per 2-1 il Beşiktaş tra le mura amiche. Il club chiuse una memorabile stagione con il miglior attacco della categoria e la seconda miglior difesa, dopo quella del Beşiktaş. Il successo fece del Bursaspor la seconda squadra al di fuori delle tre grandi di Istanbul ad essersi aggiudicata la Süper Lig: la prima a riuscirvi era stata il Trabzonspor nel 1975-1976.
Nella UEFA Champions League 2010-2011 il Bursaspor fu inserito nel gruppo C insieme a Rangers, Valencia e Manchester United. La squadra di Bursa terminò il girone all'ultimo posto con un solo punto, guadagnato grazie al pareggio casalingo contro gli scozzesi. Nella stagione 2018-2019 il Bursaspor retrocesse in TFF 1. Lig all'ultima giornata, divenendo il primo club turco vincitore di almeno un titolo a retrocedere dalla massima serie. Nel 2019-2020 si classificò quinto in seconda divisione (con 3 punti di penalizzazione) e fu eliminato alle semifinali dei play-off dall'Adana Demirspor, terzo classificato nella stagione regolare. Chiude la stagione 2021-2022 al diciassettesimo posto retrocedendo in TFF 2. Lig.
A causa della sua insolvibilità, al club è stato vietato l'ingaggio di nuovi giocatori.
Il 7 aprile 2024, a causa della sconfitta interna per 2-1 con il 1461 Trabzon FK, il club retrocede nella quarta serie per la prima volta nella sua storia.

## Palmarès

### Competizioni nazionali
- Campionato turco: 1

2009-2010
- Coppa di Turchia: 1

1985-1986
- Campionato turco di seconda divisione: 2

1967, 2006
- Coppa del Primo ministro: 2

1971, 1992
- Campionato turco di quarta divisione: 2

1987-1988, 2024-2025

### Altri piazzamenti
- Campionato turco:

Terzo posto: 2010-2011
- Coppa di Turchia:

Finalista: 1970-1971, 1973-1974, 1991-1992, 2011-2012, 2014-2015
Semifinalista: 1968-1969, 1971-1972, 1974-1975, 1977-1978, 1980-1981, 1981-1982, 1989-1990, 1999-2000, 2013-2014
- Supercoppa di Turchia:

Finalista: Türkiye Süper Kupası 1986, 2010, 2015

## Statistiche e record

### Statistiche nelle competizioni UEFA
Tabella aggiornata alla fine della stagione 2018-2019.
| Competizione                  | Partecipazioni | G  | V | N | P | RF | RS |
| ----------------------------- | -------------- | -- | - | - | - | -- | -- |
| UEFA Champions League         | 1              | 6  | 0 | 1 | 5 | 2  | 16 |
| Coppa delle Coppe             | 2              | 8  | 2 | 2 | 4 | 5  | 12 |
| Coppa UEFA/UEFA Europa League | 4              | 12 | 4 | 4 | 4 | 20 | 17 |
| Coppa Intertoto               | 1              | 6  | 4 | 2 | 0 | 14 | 5  |

Coppa delle Coppe:
| Stagione | Turno       | Avversario  | Casa | Fuori | Totale |
| -------- | ----------- | ----------- | ---- | ----- | ------ |
| 1974-75  | 1°          | Finn Harps  | 4-2  | 0-0   | 4-2    |
| 1974-75  | 2°          | Dundee Utd  | 1-0  | 0-0   | 1-0    |
| 1974-75  | 1/4 di fin. | Dinamo Kiev | 0-1  | 0-2   | 0-3    |
| 1986-87  | 1°          | Ajax        | 0-2  | 0-5   | 0-7    |

UEFA Champions League:
| 2010–11        |     |     |
| fase a gironi  |     |     |
| Manchester Utd | 0-3 | 0-1 |
| Valencia       | 0-4 | 1-6 |
| Rangers        | 1-1 | 0-1 |

## Rosa 2020-2021
Aggiornata al 25 ottobre 2020.
| N. |                    | Ruolo | Calciatore          |
| -- | ------------------ | ----- | ------------------- |
| 1  | Turchia (bandiera) | P     | Ataberk Dadakdeniz  |
| 2  | Turchia (bandiera) | D     | İsmail Çokçalış     |
| 3  | Turchia (bandiera) | D     | Onur Atasayar       |
| 4  | Turchia (bandiera) | D     | Cüneyt Köz          |
| 5  | Turchia (bandiera) | C     | Emirhan Aydoğan     |
| 6  | Turchia (bandiera) | C     | Ramazan Keskin      |
| 7  | Turchia (bandiera) | C     | Burak Kapacak       |
| 8  | Turchia (bandiera) | C     | Ozan Koç            |
| 10 | Turchia (bandiera) | C     | Özer Hurmacı        |
| 11 | Turchia (bandiera) | C     | Çağatay Yılmaz      |
| 14 | Turchia (bandiera) | A     | İsmail Can Çavuşluk |
| 15 | Turchia (bandiera) | C     | Aykut Akgün         |
| 17 | Turchia (bandiera) | C     | Recep Aydın         |
| 18 | Turchia (bandiera) | A     | Ali Akman           |

| N. |                     | Ruolo | Calciatore        |
| -- | ------------------- | ----- | ----------------- |
| 23 | Turchia (bandiera)  | D     | Furkan Ünver      |
| 24 | Turchia (bandiera)  | D     | Kerem Kök         |
| 26 | Turchia (bandiera)  | C     | Serdar Özkan      |
| 27 | Turchia (bandiera)  | D     | Sedat Dursun      |
| 28 | Turchia (bandiera)  | P     | Deniz Aydın       |
| 36 | Germania (bandiera) | C     | Burak Altıparmak  |
| 40 | Turchia (bandiera)  | P     | Canberk Yurdakul  |
| 61 | Turchia (bandiera)  | C     | Batuhan Kör       |
| 74 | Turchia (bandiera)  | C     | Vefa Temel        |
| 75 | Turchia (bandiera)  | A     | Eren Güler        |
| 77 | Turchia (bandiera)  | C     | Tugbey Akgün      |
| 84 | Turchia (bandiera)  | D     | Ertuğrul Kurtuluş |
|    | Turchia (bandiera)  | D     | Enes Kayar        |
|    | Turchia (bandiera)  | C     | Berk Akgönül      |